# Đăng Khôi
Nguyễn Đăng Khôi, thường được biết đến với nghệ danh Đăng Khôi (sinh ngày 28 tháng 11 năm 1983), là một nam ca sĩ người Việt Nam.

## Tiểu sử
- 1989 - 1994 học tại trường tiểu học Thăng Long – Hà Nội.
- 1994 - 1998 học tại trường THCS Trưng Vương – Hà Nội.
- 1998 - 2001 học tại trường phổ thông trung học Việt Đức – Hà Nội.
- 2001 - 2005 học tại Nhạc Viện Hà Nội khoa Thanh nhạc.

Ngày 10 tháng 11 năm 2009, anh sang dự và hát giao lưu cùng người nhà các bệnh nhi, trước giờ tiến hành phẫu thuật cho hơn 120 trẻ em bị sứt môi, hở hàm ếch tại tỉnh Ninh Thuận của tổ chức Operation Smile.

## Album đã phát hành
- 2003: Thật lòng yêu em (Vol 1)
- 2004: Khôi (Vol 2)
- 2005: Từ bắc...tới nam (Vol 3)
- 2006: Thiên đường vắng em (Vol 4)
- 2006: Đăng khôi DVD Vol 1
- 2007: Ngày nhớ đêm mong (Vol 5)
- 2008: Tình đầu không nguôi (Vol 6)
- 2009: Hoa hồng tuyết (Vol 7)
- 2012: Gửi em lời xin lỗi (Vol 8)
- 2024: Ông cố nội visual

## Sự nghiệp nghệ thuật

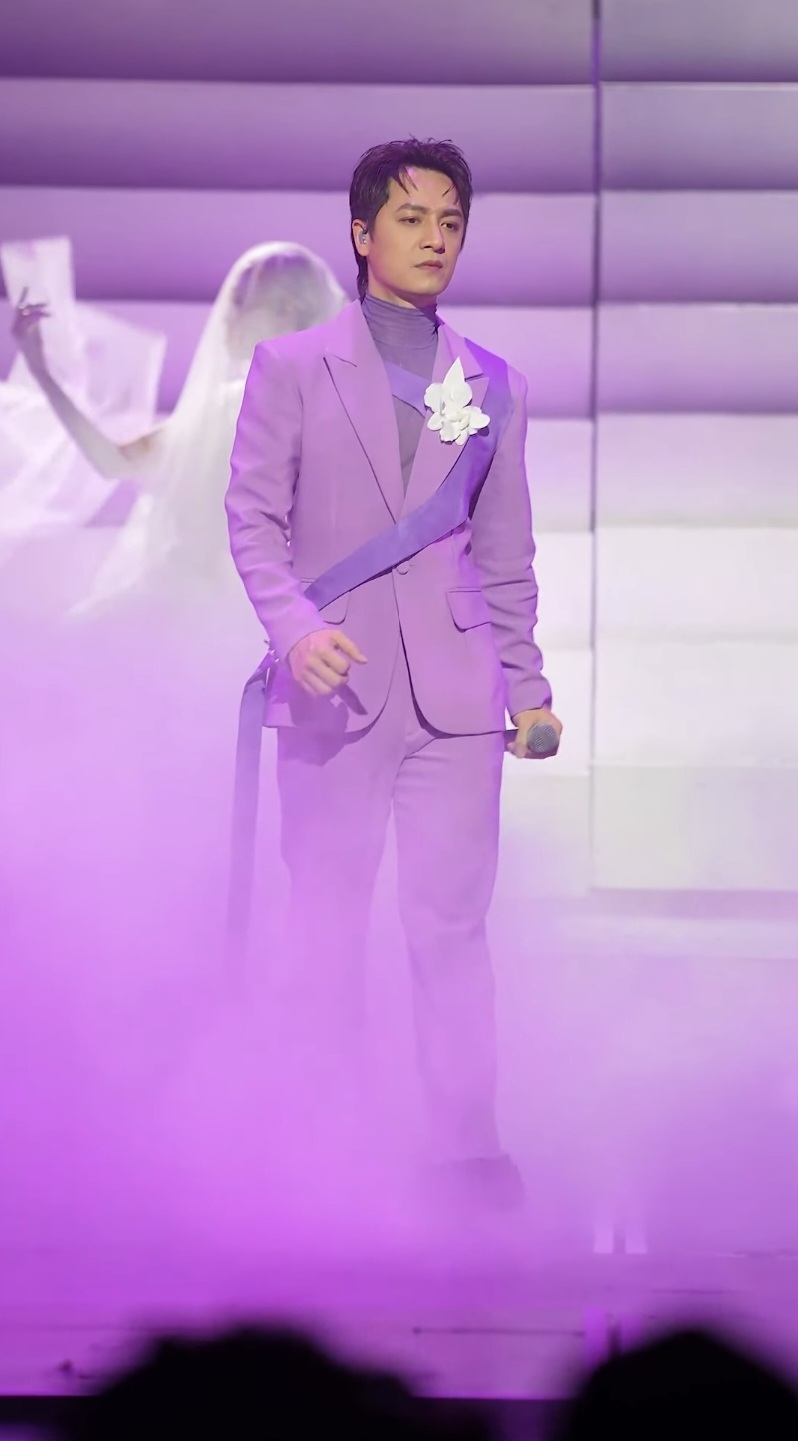
Đăng Khôi trong chương trình Anh trai vượt ngàn chông gai.

### Âm nhạc
- Tham gia nhóm nhạc Newstars từ năm 1999 đến năm 2002.
- Tham gia nhóm nhạc Con Trai từ năm 2002.
- Năm 2002 là ca sĩ cộng tác với công ty HT Production (đã ra 2 CD tổng hợp của HT.Production và 1 VCD tổng hợp (gồm có các ca sĩ Đan Trường, Cẩm Ly, Mỹ Lệ, Quang Dũng)
- Năm 2003 phát hành album đầu tay Đăng Khôi vol 1 "Thật Lòng Yêu Em" do HT.Production phát hành
- Năm 2004 phát hành album Đăng Khôi vol 2 " Khôi " do công ty APS phát hành (Vafaco)
- Tháng 2 năm 2005 phát hành album Đăng Khôi Single "Rời Xa" do công ty APS phát hành (Vafaco)
- Tháng 10 năm 2005 phát hành album Đăng Khôi vol 3 "Từ Bắc… Tới Nam" do công ty Đăng Khôi Production phát hành (LCD và Viết Tân)
- Năm 2006 phát hành album Đăng Khôi vol 4 "Thiên Đường Vắng Em" do công ty Thế giới Âm nhạc và Đăng Khôi Production phát hành
- Năm 2008 phát hành album vol 5 "Ngày nhớ đêm mong"
- Cuối năm 2008 phát hành album vol 6 "Tình đầu không nguôi"
- Năm 2009, là ca sĩ Việt Nam duy nhất, đồng thời cũng là ca sĩ nước ngoài duy nhất được làm khách mời trong chương trình ca nhạc 2009 Korea Music Festival ở Hàn Quốc trong thời gian 11 - 15 tháng 8 năm 2009.[2]
- Tháng 10 năm 2009 phát hành album vol 7 "Hoa hồng tuyết" với phong cách dance hoàn toàn mới.
- 26 tháng 12 năm 2009, anh tổ chức live show đầu tiên trong sự nghiệp ca hát với tên Đăng Khôi live. Chương trình này được nhiều báo đài đưa tin.[3][4]

### Điện ảnh
- Diễn viên chính trong phim "Khi người ta yêu" - Đạo diễn: Trần Phương do Hãng Phim truyện I sản xuất.

## Thành tích
- Năm 2007 được xem là năm thành công của Đăng Khôi. Anh đoạt giải "Nam ca sĩ trẻ triển vọng năm 2007" của giải thưởng Làn Sóng Xanh; lọt vào Top 10 ngôi sao trẻ của giải thưởng này; giải Ngôi sao bạch kim với giải thưởng Nam ca sĩ trẻ xuất sắc của năm.[5]
- Đăng Khôi là ca sĩ liên tiếp trong hai năm liền (2008, 2009) nhận được kỷ niệm chương là "ca sĩ có nhiều hoạt động đóng góp giao lưu văn hóa Việt Nam - Hàn Quốc.[2]

## Cuộc sống riêng
Năm 2013, anh quyết định kết hôn với Thủy Anh (sinh 1985) và có ba con trai.